# 布拉夫

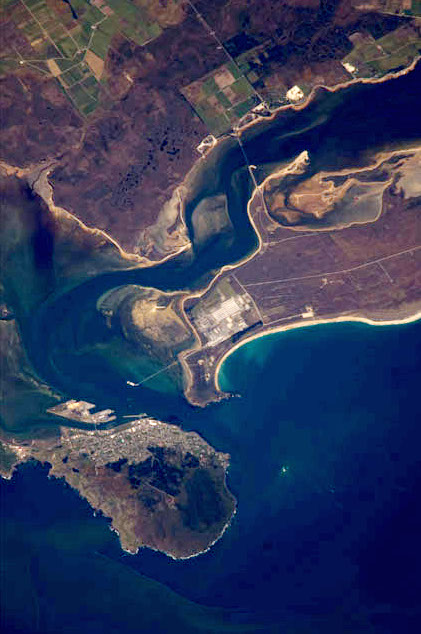
布拉夫的衛星照片

布拉夫（英語：Bluff）是紐西蘭南島的一個港口城鎮，根據2006年的人口普查，常住人口為1,850人。該鎮於1856年正式被稱為坎貝爾鎮，於1878年成為自治市鎮，並於1917年更名為布拉夫。

## 港口
布拉夫港分佈在布拉夫灣的西北岸，臨福沃海峽。